# Liptovská Kokava

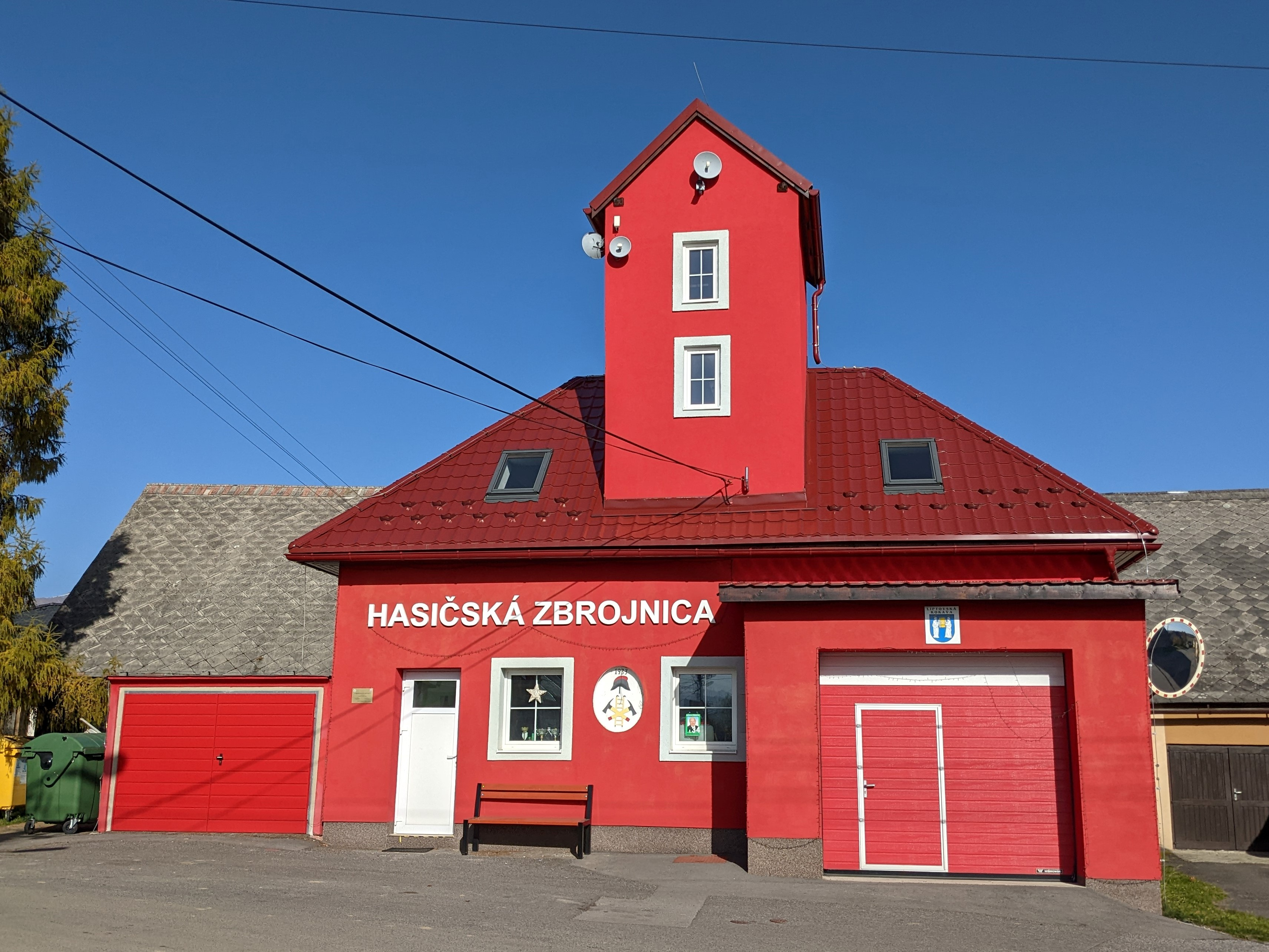
Liptovská Kokava, Feuerwehrgebäude (2022)

Liptovská Kokava (bis 1927 slowakisch „Kokava“; ungarisch Kokava) ist eine Gemeinde im Norden der Slowakei mit 882 Einwohnern (Stand 31. Dezember 2024), die zum Okres Liptovský Mikuláš, einem Teil des Žilinský kraj gehört und zur traditionellen Landschaft Liptau gezählt wird.

## Geographie
Die Gemeinde befindet sich in der östlichen Liptau, im Talkessel Podtatranská kotlina, genauer gesagt im Unterteil Liptovská kotlina unterhalb der Westtatra. Der Ort liegt auf einem 40 Meter hohen Schwemmkegel des westlich gelegenen Flusses Belá, östlich fließt der Bach Dovalovec. Das Gemeindegebiet ist fast 19,9 km² groß, größtenteils von braunen Waldböden bedeckt und umfasst seit 1965 das 25,61 ha große Naturreservat Machy. Das Ortszentrum liegt auf einer Höhe von 787 m n.m. und ist neun Kilometer von Liptovský Hrádok sowie 23 Kilometer von Liptovský Mikuláš entfernt.
Nachbargemeinden sind Pribylina im Westen und Norden, Vysoké Tatry (Katastralgemeinde Štrbské Pleso) im Nordosten, Hybe im Osten und Süden und Liptovský Hrádok (Stadtteil Dovalovo) im Südwesten.

## Geschichte
Der Ort wurde zum ersten Mal 1469 als Maly Dowal schriftlich erwähnt, wie er damals nach der Ausgliederung aus dem Dorf Dovalovo hieß. Kokava gehörte zum Herrschaftsgut der Burg von Liptovský Hrádok, hatte jedoch keinen langen Bestand, da es in den 1470er Jahren wieder zerstört wurde und war lange Zeit nur ein Meier namens Wysnyedowalow. Erst nach der walachischen Kolonisierung auf Anlass der Gutsherren Balassa wurde das Dorf neu gegründet, 1588 als Kokawa alias Nouadowallo erwähnt und 1596 in Höhe von einer Porta besteuert.
Der erste Sakralbau war eine Simon-und-Judas-Holzkapelle, die im 17. Jahrhundert erwähnt wurde und 1825–1830 durch eine Kirche ersetzt. 1828 zählte man 99 Häuser und 1390 Einwohner, die Fuhrmänner, Hirten, Holzfäller, Kohler und Arbeiter im örtlichen Eisenhammer waren. 1879 brannte fast das gesamte Dorf bei einem Großbrand nieder, mit Ausnahme der beiden Kirchen und der evangelischen Schule.
Bis 1918 gehörte der im Komitat Liptau liegende Ort zum Königreich Ungarn und kam danach zur Tschechoslowakei beziehungsweise heute Slowakei. Während des Zweiten Weltkriegs nahmen die Einwohner am Slowakischen Nationalaufstand teil und es gab mehrere Partisanentruppen in der Nähe.

## Bevölkerung
| Jahr                | 1994 | 2004     | 2014    | 2024    |
| ------------------- | ---- | -------- | ------- | ------- |
| Anzahl der Personen | 1175 | 1054     | 959     | 882     |
| Unterschied         |      | −10,29 % | −9,01 % | −8,02 % |

| Jahr                | 2023 | 2024    |
| ------------------- | ---- | ------- |
| Anzahl der Personen | 901  | 882     |
| Unterschied         |      | −2,10 % |

Nach der Volkszählung 2011 wohnten in Liptovská Kokava 974 Einwohner, davon 940 Slowaken, drei Tschechen, zwei Magyaren und je ein Mährer und Ukrainer; ein Einwohner war anderer Ethnie. 26 Einwohner machten keine Angaben. 753 Einwohner bekannten sich zur evangelischen Kirche A. B., 120 Einwohner zur römisch-katholischen Kirche, drei Einwohner zur griechisch-katholischen Kirche und jeweils ein Einwohner zur Brüderkirche, zu den Baptisten und zu den Zeugen Jehovas; sechs Einwohner waren anderer Konfession. 39 Einwohner waren konfessionslos und bei 50 Einwohnern wurde die Konfession nicht ermittelt.
Ergebnisse nach der Volkszählung 2001 (1090 Einwohner):
| Nach Ethnie: - 99,27 % Slowaken - 0,55 % Tschechen - 0,09 % Magyaren - 0,09 % Ukrainer | Nach Konfession: - 82,11 % evangelisch - 12,66 % römisch-katholisch - 3,39 % konfessionslos - 0,92 % keine Angabe - 0,46 % andere - 0,28 % griechisch-katholisch |

## Bauwerke
- römisch-katholische Simon-und-Judas-Kirche im klassizistischen Stil aus den Jahren 1825–1830
- evangelische Kirche im neoromanischen Stil aus dem Jahr 1923, nach dem Projekt des Architekten Milan Michal Harminc gebaut

## Infrastruktur und Verkehr
Die grundlegende Infrastruktur ist bis auf fehlendes Kabelfernsehnetz gut ausgebaut, mit vorhandenen Wasser- und Gasleitungen und Kanalisation mit Anschluss an eine Kläranlage. Die Gemeinde betreibt einen Kindergarten sowie eine Grundschule und es gibt ein Postamt. Liptovská Kokava ist über eine Kreisstraße von Pribylina oder Dovalovo aus erreichbar (Anschluss an die Landesstraße 537); der nächste Bahnhof befindet sich in Liptovský Hrádok in zehn Kilometer Entfernung an der Bahnstrecke Žilina–Košice.